# Lasiocala hawksi
Lasiocala hawksi är en skalbaggsart som beskrevs av Soula 2006. Lasiocala hawksi ingår i släktet Lasiocala och familjen Rutelidae. Inga underarter finns listade i Catalogue of Life.